# Schijfkwallen
Schijfkwallen (Scyphozoa) zijn een klasse van ongewervelde dieren uit de stam der neteldieren (Cnidaria). Schijfkwallen worden ook wel 'echte kwallen' genoemd omdat bijna alle vertegenwoordigers een groot en opvallend kwalstadium vertonen. Bij andere groepen neteldieren komt nog een tweede stadium voor in de levenscyclus, de vastzittende poliep. Deze is bij schijfkwallen sterk gereduceerd of zelfs geheel afwezig.
De meeste kwallen zijn predatoren die met hun tentakels plankton vangen, maar ook kleine visjes, kreeftachtigen en de larvale stadia van andere zeedieren. Hierbij gebruiken ze hun giftige netelcellen om de prooi te verlammen. De grote, soms kleurrijke kwallen die men aantreft in kustwateren, behoren meestal tot de schijfkwallen. Sommige soorten, zoals bijvoorbeeld de in Nederland incidenteel voorkomende Pelagia noctiluca, kunnen bij mensen bloedende wonden en blaren veroorzaken.
Schijfkwallen komen wereldwijd algemeen voor, zowel in zoet als in zout water. De meeste soorten drijven in grote groepen in open zee mee met de stroming en hebben zo relatief zeer grote verspreidingsgebieden. Enkele schijfkwallen hebben zelfs een kosmopolitische verspreiding.

## Kenmerken
Het meest in het oog springende kenmerk van de klasse schijfkwallen is de korte duur van het poliepstadium in verhouding tot het medusestadium. De medusen zijn doorgaans ook veel groter dan die van andere neteldieren, zoals hydroïdpoliepen. Sommige worden ruim 200 cm in doorsnede met tentakels van vele meters lang. Andere soorten hechten zich vast aan zeewieren. 
Het lichaam is klok- tot schotelvormig, en is samengesteld uit twee buitenste cellagen met daartussen een laag gelei, het mesoglea. Binnen de zwemklok bevindt zich een holte, die als maag fungeert. Centraal aan de onderzijde bevindt zich de mondopening, waarmee zowel voedselopname als afvaluitscheiding plaatsvindt. Dankzij een pulserende samentrekking van de lichaamsspieren kunnen kwallen zich in het water voortbewegen, maar met zeestromingen hebben ze problemen om vooruit te komen. Na een storm belanden ze vaak op het strand.

## Leefwijze
De meeste schijfkwallen zijn passieve drijvers die zich voeden met kleine vissen en dierlijk plankton die in hun tentakels gevangen worden. Er zijn rond de tweehonderd soorten beschreven, die allemaal marien zijn. Ze komen voor in elk van de oceanen van de wereld en tot op grote diepte.
Schijfkwallen worden gegeten door onder andere tonijnen, haaien en zeeschildpadden. Kwallenplagen als in de Middellandse Zee worden mede veroorzaakt door overbevissing. In China, Japan en Zuidoost-Azië worden kwallen van de orde Rhizostomae gebruikt voor menselijke consumptie.

## Levenscyclus

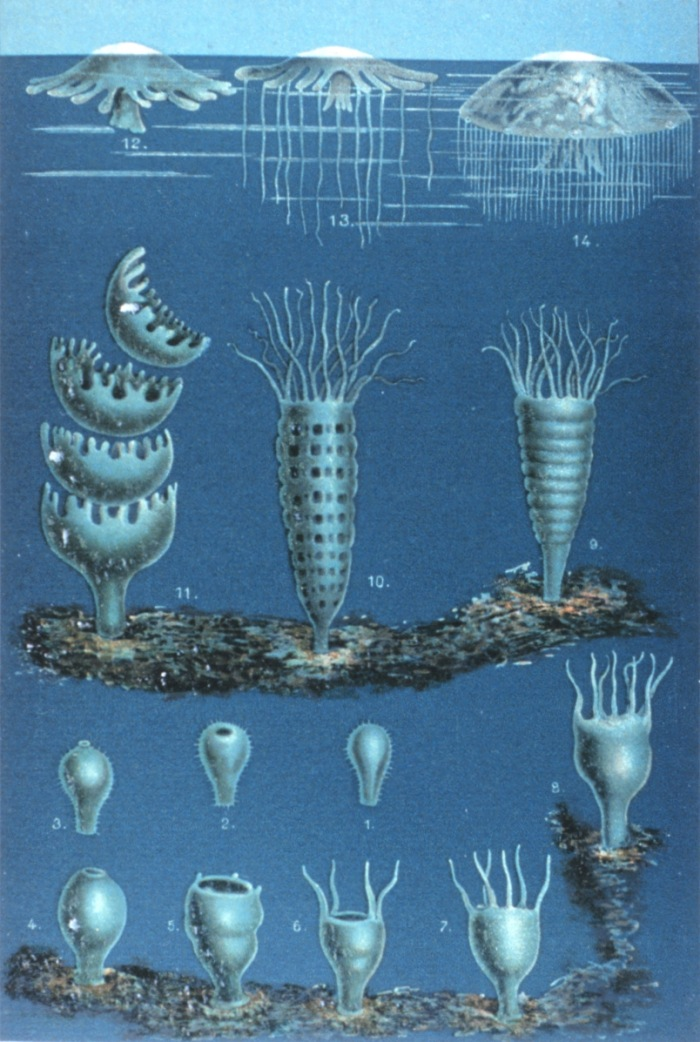
De ontwikkelingsstadia van een schijfkwal:
1–3 Larve zoekt een substraat
4–8 Poliep groeit
9–11 Poliep strobileert
12–14 Meduse groeit

De levenscyclus van neteldieren valt uiteen in twee stadia. Het eerste daarvan wordt het poliepstadium genoemd. Het organisme heeft hierin de vorm van een poliep: een sessiele (aan het substraat vastzittende) steel, die langsdrijvend voedsel opvangt. De poliep maakt aan de top afsnoeringen die na enige tijd loslaten en in de waterkolom uitgroeien tot het tweede stadium. Dit tweede stadium wordt de meduse genoemd. Het organisme heeft hierin een ronde (radiaal symmetrische) koepelvorm met neerhangende tentakels. Dit is de vorm waarin de meeste mensen kwallen het best kennen. De medusen planten zich geslachtelijk voort door de vorming van gameten, die na versmelting een larve vormen. De larve, de zogeheten planula, zet zich ergens vast op het substraat en groeit dan uit tot een poliep, waarmee de cyclus rond is.
Bij de meeste schijfkwallen zijn er zowel mannelijke en vrouwelijke individuen. De geslachtsklieren bevinden zich in de maagwand en de geslachtscellen worden via de mond uitgedreven. Na bevruchting in het vrouwelijke individu ontstaan er planulalarven die uiteindelijk van de moederkwal afvallen en naar de bodem zwemmen, waar ze hun trilharen verliezen en zich vestigen. Deze algemene levenscyclus is onder meer bekend bij de in Nederland en België algemene soort Aurelia aurita, de gewone oorkwal.

## Fylogenie
Schijfkwallen staan aan de basis van de fylogenie van het dierenrijk, wat wil zeggen dat ze van alle dieren het meest verwant zijn aan de gemeenschappelijke voorouder. Schijfkwallen zijn waarschijnlijk ontstaan in het vroeg Cambrium, een periode die meer dan 500 miljoen jaar geleden begon.

## Onderklassen
- Coronamedusae
- Discomedusae

## Enkele soorten
De volgende soorten komen voor in de Noordzee:
- Oorkwal (Aurelia aurita)
- Kompaskwal (Chrysaora hysoscella)
- Gele haarkwal (Cyanea capillata)
- Blauwe haarkwal (Cyanea lamarckii)
- Bloemkoolkwal of Zeepaddenstoel (Rhizostoma pulmo)

De parelkwal of lichtende kwal (Pelagia noctiluca) komt voor in alle warmere oceanen en zeeën, waaronder de Middellandse Zee.